# Lilium pyrenaicum

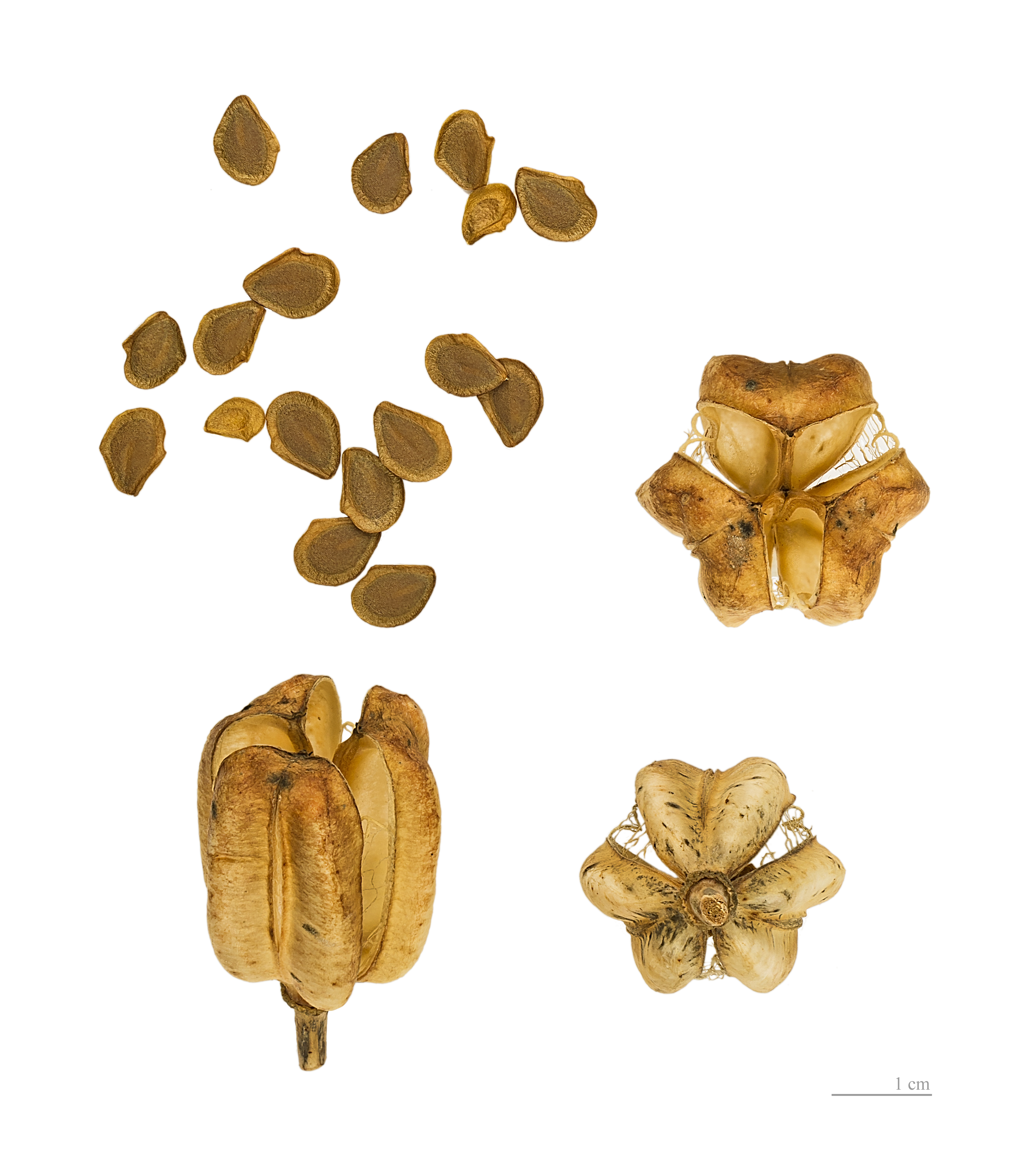
Lilium pyrenaicum

El lirio de los Pirineos (Lilium pyrenaicum) es una especie de planta fanerógama perteneciente a la familia Liliaceae nativa de regiones montañosas, principalmente de los Pirineos, desde España hasta el Cáucaso.
Es una planta herbácea que alcanza los 1,3 m de altura. Cada una de ellas produce unas 12 flores de color amarillo, naranja o rojo con un olor desagradable.

## Variedades
- Lilium pyrenaicum var. rubrum (Marshall 1929): con los pétalos de color rojo-naranja con tachones de marrón, localizados en Burgos (España).
- Lilium pyrenaicum ponticum (K.Koch 1849): más pequeño, color amarillo tachonado de marrón, localizados desde el Noire al este de Turquía.
- Lilium pyrenaicum carniolicum

## Sinonimia
- subsp. pyrenaicum
  - Lilium flavum Lam. 1779, nom. illeg.
  - Lilium pomponium subsp. pyrenaicum (Gouan) K.Richt. 1890
  - Lilium pyrenaicum f. rubrum Stoker
  - Lilium pyrenaicum var. rubrum Marshall 1929

- subsp. carniolicum (Heldr. ex Freyn) V.A.Matthews 1984 
  - Lilium albanicum Heuff. nom. illeg.
  - Lilium albanicum Griseb.
  - Lilium carniolicum Heldr. ex Freyn, 1880
  - Lilium carniolicum subsp. albanicum (Griseb.) Hayek
  - Lilium carniolicum subsp. jankae (A.Kern.) Hayek
  - Lilium carniolicum var. bosniacum Beck
  - Lilium jankae A.Kern.
  - Lilium pyrenaicum subsp. carniolicum var. albanicum (Griseb.) V.Matthews, 1984
  - Lilium pyrenaicum subsp. carniolicum var. bosniacum (Beck) V.A.Matthews, 1984
  - Lilium pyrenaicum subsp. carniolicum var. jankae (A.Kerner) V.A.Matthews, 1984

- subsp. ponticum (C.Koch) V.Matthews, 1984
  - Lilium artvinense Miscz.
  - Lilium carniolicum var. artvinense (Miscz.) P.H.Davis & D.M.Hend. 1983
  - Lilium carniolicum subsp. ponticum (C.Koch) P.H.Davis & D.M.Hend., 1983
  - Lilium georgicum Mandenova
  - Lilium ponticum C.Koch
  - Lilium pyrenaicum subsp. ponticum var. artvinense (Miscz.) V.A.Matthews, 1984

## Nombres comunes
- Castellano: ajo antosil, ajo de antojil, ajo de antosil, azucena de los Pirineos, azucena del Pirineo, flor de lis, lirio, lirio de los Pirineos, lirio del revés.[1]